# Neochera echione
Neochera echione är en fjärilsart som beskrevs av Fabricius 1793. Neochera echione ingår i släktet Neochera och familjen nattflyn. Inga underarter finns listade i Catalogue of Life.